# 反證法
反证法又称背理法，是一种论证方式，他首先假设某命题成立（即在原命题的条件下，结论不成立），然后推理出明显矛盾的结果，从而下结论说原假设不成立，原命题得证。
反证法与归谬法相似，但归谬法不仅包括推理出矛盾结果，也包括推理出不符事实的结果或显然荒谬不可信的结果。

## 理據
給出命題 {\displaystyle p} 和命題 {\displaystyle {\bar {p}}}（非 {\displaystyle p}），根據排中律，兩者之中起碼有一個是真（更強的說法為，除了真和假之外並無其他的情況），所以如果其中一個是假的，另一個就必然是真。給出命題 {\displaystyle q} 和命題 {\displaystyle {\bar {q}}}（非 {\displaystyle q}），根據無矛盾律，兩者同時為真的情況為假。給出命題 {\displaystyle {\bar {p}}} 和 {\displaystyle r}，根據否定後件律，如果若 {\displaystyle {\bar {p}}} 成立時出現 {\displaystyle r}，則 {\displaystyle r} 為假時 {\displaystyle {\bar {p}}} 即為假。反證法在要證明 {\displaystyle p} 時，透過顯示出若 {\displaystyle {\bar {p}}} 成立時出現矛盾（{\displaystyle q} 和 {\displaystyle {\bar {q}}}），即 {\displaystyle {\bar {p}}} 為假，從而證明 {\displaystyle p} 為真。

## 例子

### 2{\displaystyle {\sqrt {2}}}是无理数的证明（古希腊人）
证明：假设{\displaystyle {\sqrt {2}}}是有理数，那么可以写成 {\displaystyle {\frac {p}{q}}} 的形式，其中 {\displaystyle p}、{\displaystyle q} 皆為正整數且 {\displaystyle p}、{\displaystyle q} 互质。那么有
- {\displaystyle p={\sqrt {2}}\times q}
- {\displaystyle p^{2}=2\times q^{2}}

可得 {\displaystyle p^{2}}是偶数。而只有偶数的平方才是偶数，所以 {\displaystyle p} 也是偶数。因此可设 {\displaystyle p=2s}，從而 {\displaystyle p^{2}=4s^{2}}，代入上式，得：{\displaystyle q^{2}=2s^{2}}。所以 {\displaystyle q^{2}}也是偶數，故可得 {\displaystyle q} 也是偶数。这样 {\displaystyle p}、{\displaystyle q} 都是偶数，不互质，这与假设 {\displaystyle p}、{\displaystyle q} 互质矛盾，假设不成立。因此{\displaystyle {\sqrt {2}}}为无理数。

## 其他可用反證法證明的例子
數學上有許多的定理可用反證法來證明，以下是一小部分的例子：
1. 证明有无限多个质数。
2. 任意6人当中，求证或者有3人两两相识，或者有3人互不相识。
3. 现有90张纸，每张纸都写有一个非负整数，已知这90个数之和小于1980，证明至少有三张数目相同的纸。
4. 集合 {\displaystyle S=\{x:0<x<1\}} 没有最小值。
5. 设 {\displaystyle n} 是大于1的整数，若所有小于或等于{\displaystyle {\sqrt {n}}}的质数都不能整除 {\displaystyle n}，则 {\displaystyle n} 是质数。
6. 已知三角形ABC是锐角三角形，且{\displaystyle \angle A>\angle B>\angle C}。求证：{\displaystyle \angle B>45^{\circ }}。
7. 已知 {\displaystyle a}、{\displaystyle b} 为正实数，求证：{\displaystyle {\frac {a+b}{2}}\geq {\sqrt {ab}}}。
8. 已知 {\displaystyle a}、{\displaystyle b}、{\displaystyle c}、{\displaystyle d} 是实数，且{\displaystyle ad-bc=1}，求证：{\displaystyle a^{2}+b^{2}+c^{2}+d^{2}+ab+cd\neq 1}。
9. 一個群若同時是交換群和單群，則該群是循環群
10. 若一個循環群是單群，則該群的階為質數
11. 若一個循環群的階為質數，則該群為單群
12. 鴿籠原理

## 引文
- 英國數學家高德菲·哈羅德·哈代在他的文章《一個數學家的辯白》描述：「歐幾里得最喜歡用的反證法，是數學家最精良的武器。它比起棋手所用的任何戰術還要好：棋手可能需要犧牲一隻兵甚至更多，但數學家卻是犧牲整個棋局來獲得勝利。」

## 進一步閱讀
- J. Franklin and A. Daoud, Proof in Mathematics: An Introduction, Quakers Hill Press, 1996, ch. 6